# Youngblood Hawke (banda)
Youngblood Hawke é uma banda americana de indie pop originada em Los Angeles, Califórnia.

## História
Tanto Simon Katz quanto Sam Martin estavam na banda Iglu & Hartly, mas depois de um hiato de 2011, os dois se reformaram com três de seus amigos de longa data para formar o Youngblood Hawke. O nome deles é retirado do Herman Wouk romance com o mesmo nome. Em outubro de 2011, antes de conseguir um contrato de gravação com a Universal Republic, Youngblood tinha uma residência no The Satellite em Los Angeles. Além disso, o grupo atuou no South by Southwest, exibindo vitrines como o show da Comedy Central Workaholics, e Purevolume House.
A banda teve origem em Silverlake, em Los Angeles, onde eles estavam trabalhando em seu álbum de estreia, e trabalhou como vendedora no lado durante o processo de gravação. O primeiro single do Youngblood Hawke, "We Come Running", foi descrito por Kevin Bronson, do LA Weekly, como mostrando as "habilidades de quinteto para agarrar a veia jugular pop". Seu título "Forever" foi o Starbucks Pick of the Week em setembro de 2012, bem como Lobsterfest. "We Come Running" também foi destaque na trilha sonora para a o video game de futebol FIFA 13. "We Come Running" também foi usado no primeiro episódio de The 100.
O vídeo para o seu single de estreia "We Come Running" foi destaque na revista Rolling Stone, "onde eles tocam musica e mergulham com tubarões", na esperança de ajudar a promover a conservação dos tubarões.
A banda está atualmente em processo de gravação de seu segundo álbum de estúdio e o seu single "Pressure", foi lançado no início de 2014. Eles  "planejam lançar uma musica de capa acompanhada de um video musical de banda todos os meses até o álbum ser lançado", começando com Private Eyes do Hall & Oates, que foi lançado em 2 de Março de 2015.
A música "Knock Me Down" foi lançado em 30 de julho de 2015 como o segundo single do próximo álbum. Um lyric vídeo da música foi lançada em 30 de maio de 2017, quase dois anos depois de seu lançamento inicial. Enquanto isso, a música foi destaque em um comercial para PlayStation 4, e também no documentário UFC: Road to the Octagon. A canção foi usada mais tarde em um comercial da Applebee e também foi destaque na trilha sonora do Madden NFL 16.
A nova música da banda "Robbers" foi lançada em 15 de junho de 2017. um novo single chamado "Trust" está agendado para ser lançado em 9 de fevereiro de 2018.

## Discografia

### Álbuns de estúdio
| Título  | Detalhes do álbum                                                                                         | Posições |
| Título  | Detalhes do álbum                                                                                         | EUA      |
| ------- | --- | -------- |
| Wake Up | - Lançado em: Abril 23, 2013 - Gravadora: Universal Republic Records - Formatos: CD, LP, download digital | 58       |

### Álbuns estendidos
| Título           | Detalhes do álbum                                                                                               | Posições | Posições | Posições |
| Título           | Detalhes do álbum                                                                                               | EUA      | US Heat  |          |
| ---------------- | --- | -------- | -------- | -------- |
| Youngblood Hawke | - Lançado em: 14 de agosto, 2012 (EUA) - Gravadora: Universal Republic Records - Formatos: CD, download digital | 193      | 3        |          |

### Singles
| Ano  | Único                      | Pico do gráfico de posições | Pico do gráfico de posições | Pico do gráfico de posições | Pico do gráfico de posições | Certificações        | Álbum     |
| Ano  | Único                      | US Alt                      | US Rock                     | Canadá Alt                  | AUSTRÁLIA                   | Certificações        | Álbum     |
| ---- | -------------------------- | --------------------------- | --------------------------- | --------------------------- | --------------------------- | -------------------- | --------- |
| 2012 | "We Come Running"          | 7                           | 22                          | 17                          | 17                          | ARIA: Ouro           | Despertar |
| 2013 | "Stars (Hold On)"          | —                           | —                           | —                           | —                           |                      | Despertar |
| 2014 | "Pressure"                 | —                           | —                           | —                           | —                           | Não-singles do álbum |           |
| 2015 | "Knock Me Down"            | —                           | —                           | —                           | —                           | Não-singles do álbum |           |
| 2016 | "Landslide" (com Vicetone) | —                           | —                           | —                           | —                           | Não-singles do álbum |           |
| 2017 | "Robbers"                  | —                           | —                           | —                           | —                           | Não-singles do álbum |           |
| 2018 | "Trust"                    | —                           | —                           | —                           | —                           | Não-singles do álbum |           |

| Ano  | Single                                                         |
| ---- | -------------------------------------------------------------- |
| 2013 | "Big City Lights" (Sinead Burgess com Youngblood Hawke)        |
| 2014 | "Wolves" (DiGiTALiSM com Youngblood Hawke)                     |
| 2014 | "Endless Summer" (Milagre com Youngblood Hawke)                |
| 2014 | "Live Like We'll Never Die" (Chiddy Bang com Youngblood Hawke) |

### Outras aparições
| Título          | Ano  | Álbum                                                                          |
| --------------- | ---- | ------------------------------------------------------------------------------ |
| "Culprit"       | 2013 | The Walking Dead: Canções de Sobrevivência                                     |
| "Bring Me Home" | 2013 | Os Instrumentos Mortais: Cidade dos Ossos (Original Motion Picture Soundtrack) |
| "Collide"       | 2014 | Sem álbum                                                                      |